# Ветроходен флот
 Ветроходен флот (военен) – военноморски флот, основата на който е съставена от ветроходни кораби.

## История
Регулярния (постоянен държавен) ветроходен флот възниква още през 17 век, в Англия, Франция и други страни в Европа.
В Русия регулярния ветроходен флот възниква в началото на 18 век. Флота се зъздава под ръководството и с участието на Петър I.
Първата победа на ветроходния флот на Русия е одържана от ескадрата кораби под командването на капитана втори ранг Наум Акимович Сенявин в Езелското сражение от 1719 г. над ескадра на Швеция.
Последното голямо сражение в историята на ветроходния флот е Наваринското сражение. Последвалото четвърт век по-късно Синопското сражение от 1853 г. включва както платноходи (от руска страна), така и ветрилно-парни кораби (от турска).
Започвайки от средата на 19 век, след Кримската война 1853 − 1856 г., във всички европейски страни, повече или по-малко развити, започва да се строят парни кораби. Войната показва, че ветроходния флот постепенно губи своето значение.